# Bucsesd község
Bucsesd község (románul: Comuna Buceș) község Hunyad megyében, Romániában. Központja Bucsesd, beosztott falvai Buceș-Vulcan, Dupapiátra, Grohoțele, Miheleny, Sztanizsa, Tarnița.

## Népessége
A 2011-es népszámlálás adatai alapján a község népessége 1961 fő volt.